# Eddie Cheever
Edward "Eddie" McKay Cheever, Jr. (Phoenix (Arizona), 10 januari 1958) is een gewezen Amerikaanse Formule 1-coureur.

## Carrière
Tussen 1978 en 1989 startte Cheever in 132 Formule 1-wedstrijden en is daarmee de meest actieve Amerikaan in de geschiedenis van de sport. Hij veroverde negen keer een podiumplaats en verzamelde in totaal 70 WK-punten.
Behalve in de Formule 1 was Cheever ook actief in Sports Cars, Indy Racing League en CART.
In 1997 richtte hij zijn eigen Indy Racing League renstal op, waarmee hij in 1998 de 500 mijl van Indianapolis won.

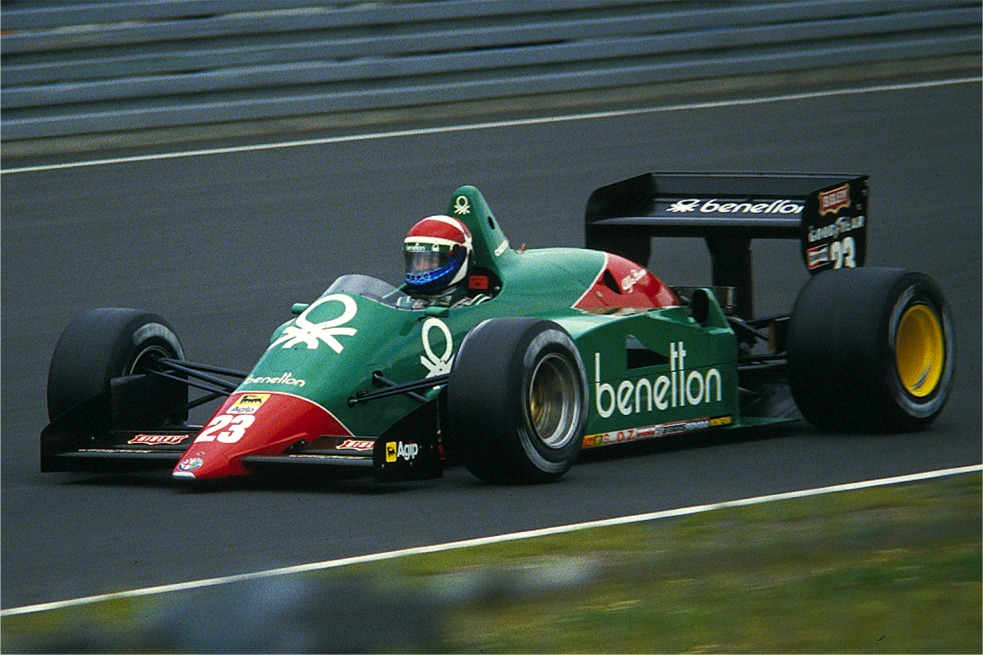
Eddie Cheever in een Alfa Romeo 184 T tijdens de training voor de GP van Duitsland 1985.